# Moses Ashley Curtis
Moses Ashley Curtis (n. 11 mai 1808, Stockbridge, Massachusetts  – 10 aprilie 1872, Hillsborough, Carolina de Nord) a fost un doctor de teologie prezbiterian și un cunoscut botanist precum micolog american. Abrevierea numelui său în cărți științifice este M.A.Curtis.

## Familie
Moses Ashley a fost descendentul unei familii de clerici foarte veche din America care s-a stabilit deja în secolul al XVII-lea acolo. Tatăl lui, Jared, a fost și el absolvent al Williams College, negustor, director al academiei din Stockbridge, pentru mult timp capelan al închisorii de stat din Charleston, Carolina de Sud, iar mama, Thankful (1785-1860), fiica generalului Moses Ashley (1749-1791), nepoata renumitului teolog și congregaționalist Samuel Hopkins (1721-1803). Tânărul Curtis s-a căsătorit la 3 decembrie 1834 cu Mary Jane de Rosset (1813-1903), o descendentă a nobilului refugiat hughenot Armand Jean de Rosset. Copii soților au fost: William White (1838-1843), Armand de Rosset (1839-1856), Moses Ashley (1842-1933), John Henry (1844-1865), Katharine  căs. Fullerton (1845-1922), Charles Jared (1847-1931), Mary Louisa (1849-1929), Magdalen de Rosset (aprilie–septembrie 1851), Caroline (1852–1862) și Elizabeth de Rosset (1854-1928).

## Biografie

### Activitate pastorală

Biserica St. Matthew's interior

După ce, în 1827, Curtis a absolvit studiile la Williams College, o universitate americană privată foarte prestigioasă în Williamstown, Massachusetts, unde a dezvoltat un interes de durată în domeniul științelor naturale sub influența profesorilor Chester Dewey (1784-1867) și Amos Eaton (1776-1842), a lucrat mai întâi 2 ani în Massachusetts, apoi a devenit mai întâi tutor pentru copiii fostului guvernator Edward Bishop Dudley (1789-1855) în Raleigh, Carolina de Nord. În 1833 s-a întors la Massachusetts, unde a început un studiu de teologie. După căsătoria lui, a fost ordonat în 1835 și a obținut un post de predare la școala episcopală de la Raleigh, Carolina de Nord. În 1841 a fost numit rector al Bisericii Episcopale Protestante de la Hillsborough în Carolina de Nord în 1841. Din 1847 a fost responsabil pentru o parohie la Society Hill în Carolina de Sud, înainte de a se întoarce zece ani mai târziu la biserica episcopală din Hillsborough în 1857, unde a rămas activ până la moartea sa. În 1852 i-a fost acordat titlul Doctor of Divinity („doctor de teologie”) de către Universitatea din Carolina de Nord.

### Activitate științifică

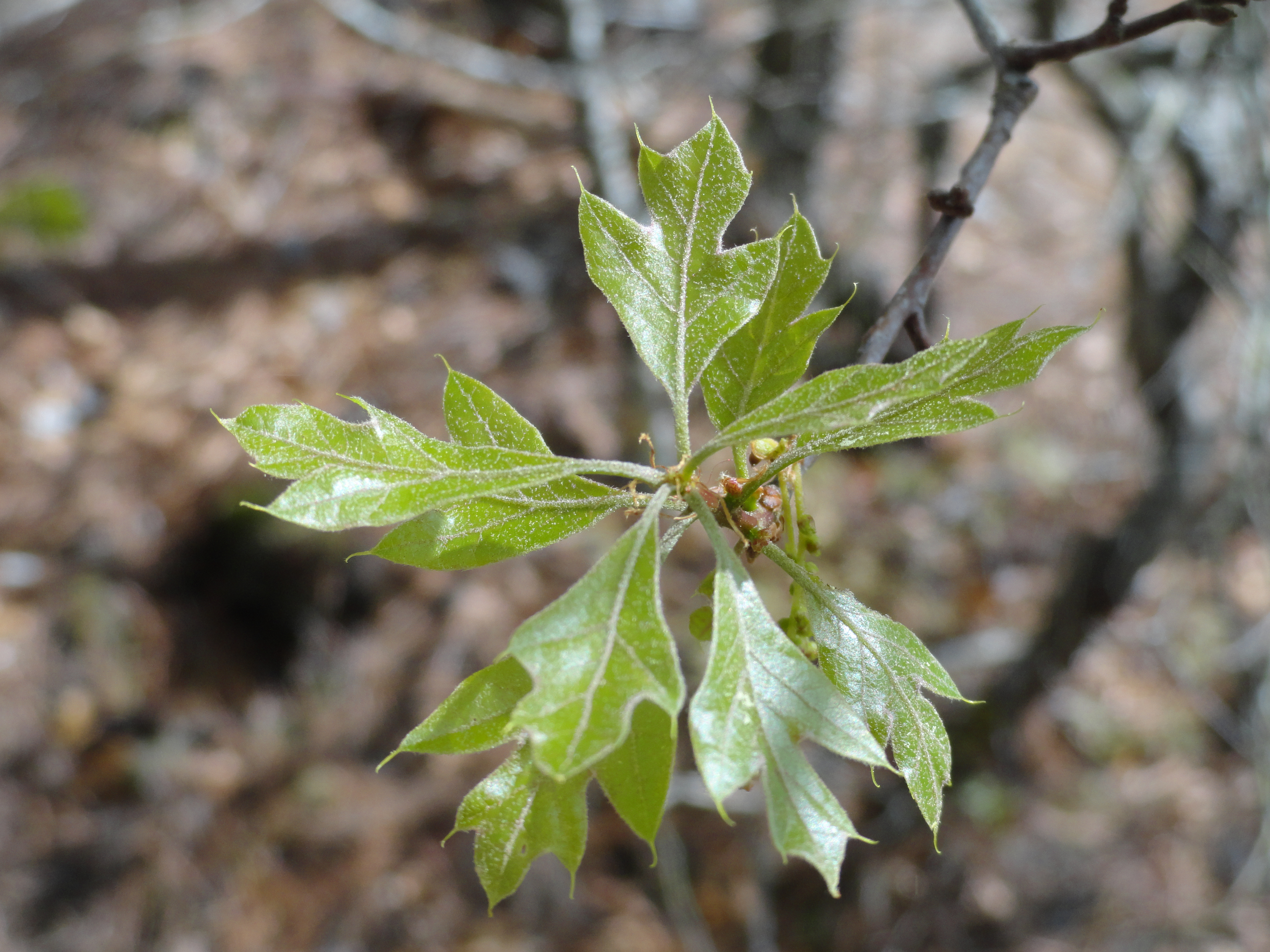
Quercus georgiana

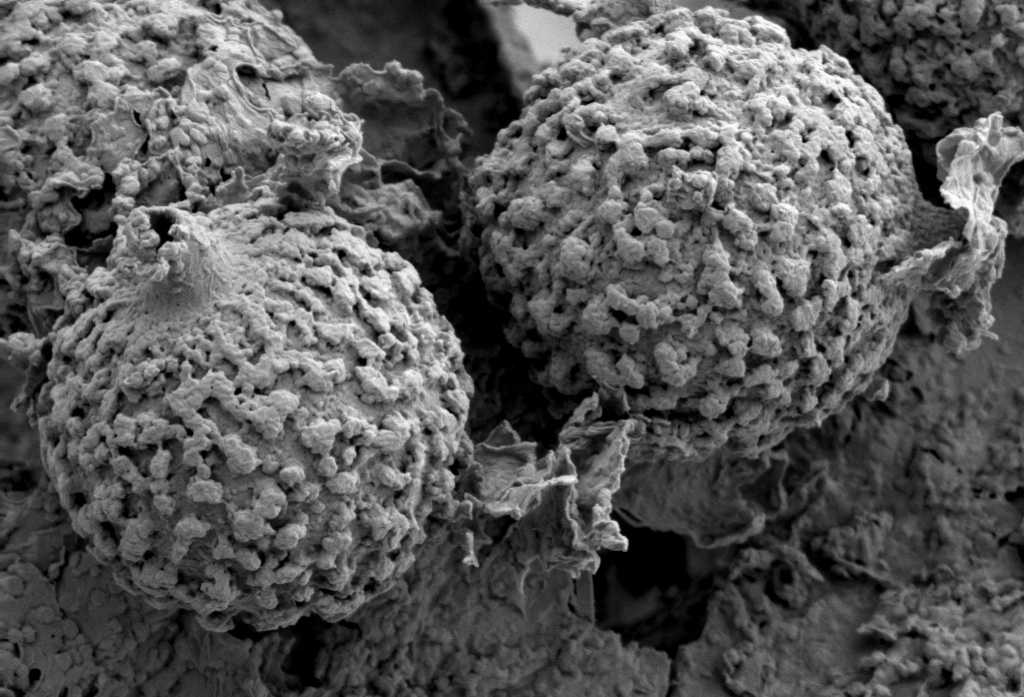
Bovista pila

Deja în cursul activității sale la Wilmington (1830-1833) a studiat, împreună cu medicul James Fergus McRee (1794–1869), flora variată a acestei regiuni de coastă, colectând stăruitor peste 1000 de specii. Prin urmare, a listat și descris rezultatele obținute în prima sa publicație în Journal of the Boston Society of Natural History, intitulat Enumeration of Plants Growing Spontaneously Around Wilmington, North Carolina, with Remarks On Some New and Obscure Species, („Enumerarea plantelor care cresc spontan în jurul orașului Wilmington, în Carolina de Nord, cu observații despre unele specii noi și necunoscute”) în mai 1835.
În calitate de botanist, Curtis a explorat Munții Apalași de sud și a pornit o expediție majoră în 1839. A creat și susținut un mare ierbar de specii uscate și a contribuit cu diverse soiuri pentru colecțiile altor botaniști, ca de exemplu cele ale lui John Torrey (1796-1873) sau ale lui Asa Gray (1810-1888). El a colectat de asemenea licheni pentru Edward Tuckerman (1817-1886), unui profesor universitar și specialist în acest domeniu. Mai departe a corespondat cu mulți alți botanici, în primul rând cu micologul Miles Joseph Berkeley (1803-1889), cu care a cooperat foarte intensiv. Astfel i-a trimis multe exemplare cu descrieri și note. Multe specii de ciuperci au fost descrise și determinate pentru prima dată de cei doi savanți împreună. Colaborarea dintre Berkeley și Curtis nu a fost numai profitabilă pentru ambii corespondenți interesați, ci de mare avantaj pentru progresul micologiei, în special în America. Curtis a transmis lui Berkeley nu numai colecțiile proprii ci de asemenea, ciupercile trimise de diverși corespondenți americani. Mai departe a stat în corespondență cu faimosul Elias Magnus Fries.
Curtis începuse să dezvolte deja din 1846 un interes deosebit în studiul ciupercilor, dar în timpul Războiului Civil American a făcut cercetări atât de vaste, încât a devenit o autoritate recunoscută în domeniul micologiei. În acest timp a scris o lucrare detailată despre Fungi esculenti, pentru care fiul său, Charles Jared, a contribuit cu desene colorate. Cartea a fost finalizată, dar nu a fost publicată niciodată, din cauza situației financiare nefavorabile în urma marelui conflict. Savantul a încercat și valorizat singur în apropierea domiciliului său, într-un perimetru de numai 2 mile, peste 40 de specii, descoperind marea calitate a bureților ca nutrienți. În 1869, Curtis a făcut declarația necontestată că ar fi mâncat o varietate mai mare de ciuperci decât oricare altul pe continentul american.
În calitate de muzician, a fost apreciat de un cerc larg de prieteni din întreaga țară, cu care a jucat în mai multe rânduri. Pianul, flautul și orga erau principalele sale instrumente; dar a știut și vioara. El a lucrat uneori ca organist al bisericii și, în mod obișnuit, și-a antrenat corul pentru a cânta lucrări muzicale faimoase, ca de exemplu corul Aleluia lui Georg Friedrich Händel, Gloria lui Wolfgang Amadeus Mozart și creațiile lui Joseph Haydn. El a compus și imnuri precum cântece bisericești. Una dintre compozițiile sale, „Cât de frumos este pe munți”, a scris-o pentru propria hirotonire. Savantul, care a vorbit în afară de engleza încă 5 limbi (germana, franceza, greaca antică, ebraica și latina) și-a continuat studiile științifice până la data de 10 aprilie, când a murit brusc și mult prea devreme, probabil în urma unei boli cardiovasculare care l-a mâhnit ultimii 20 de ani ai vieții. Este înmormântat în cimitirul bisericii St. Matthews din Hillsborough. După moartea semnificativului om de știință, ierbarele colectate de el au fost împărțite și se află în prezent la Universitatea din Carolina de Nord, Universitatea Harvard, Universitatea din Nebraska-Lincoln și New York State Museum.

## Specii descrise de Curtis (selecție)

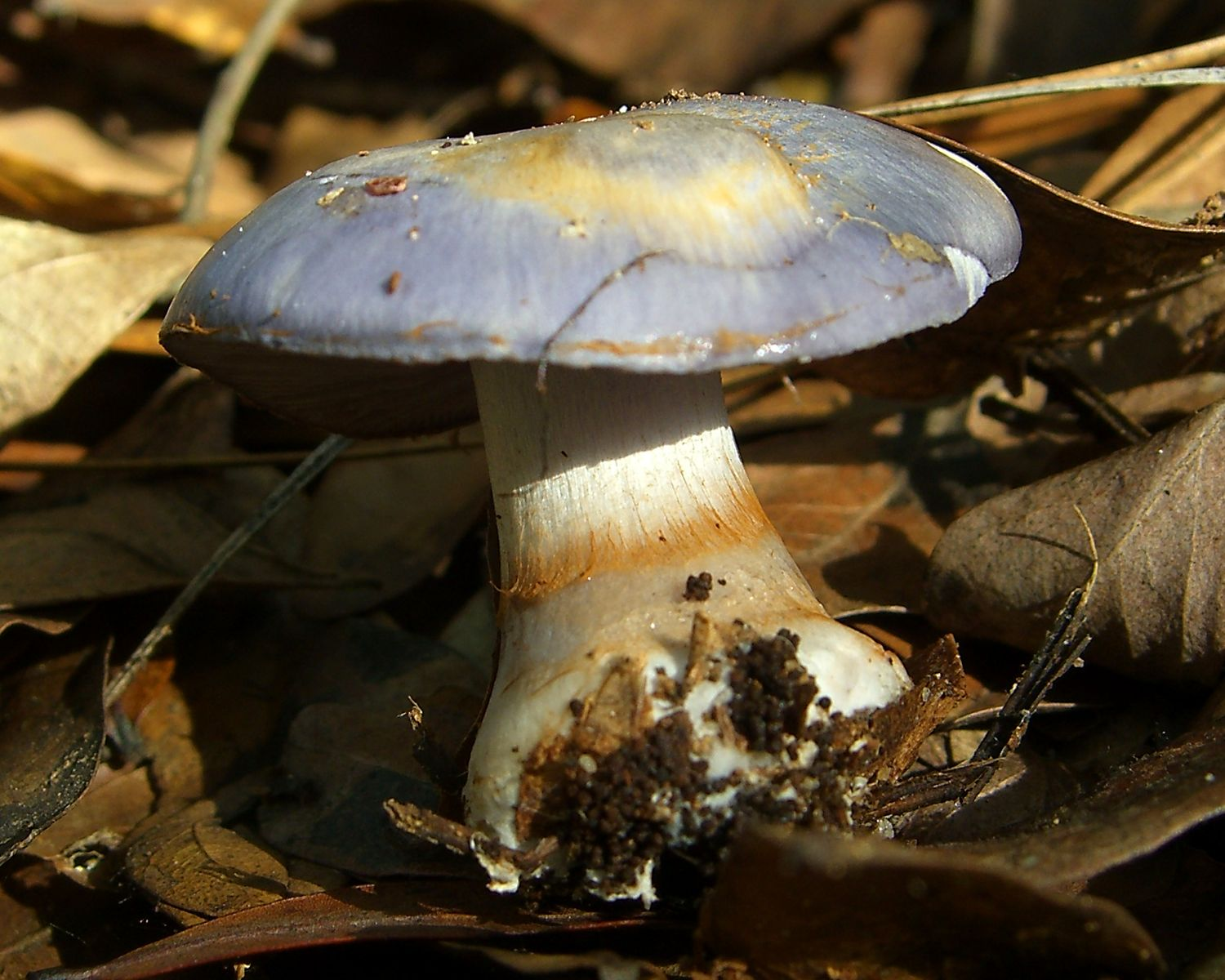
Cortinarius iodes

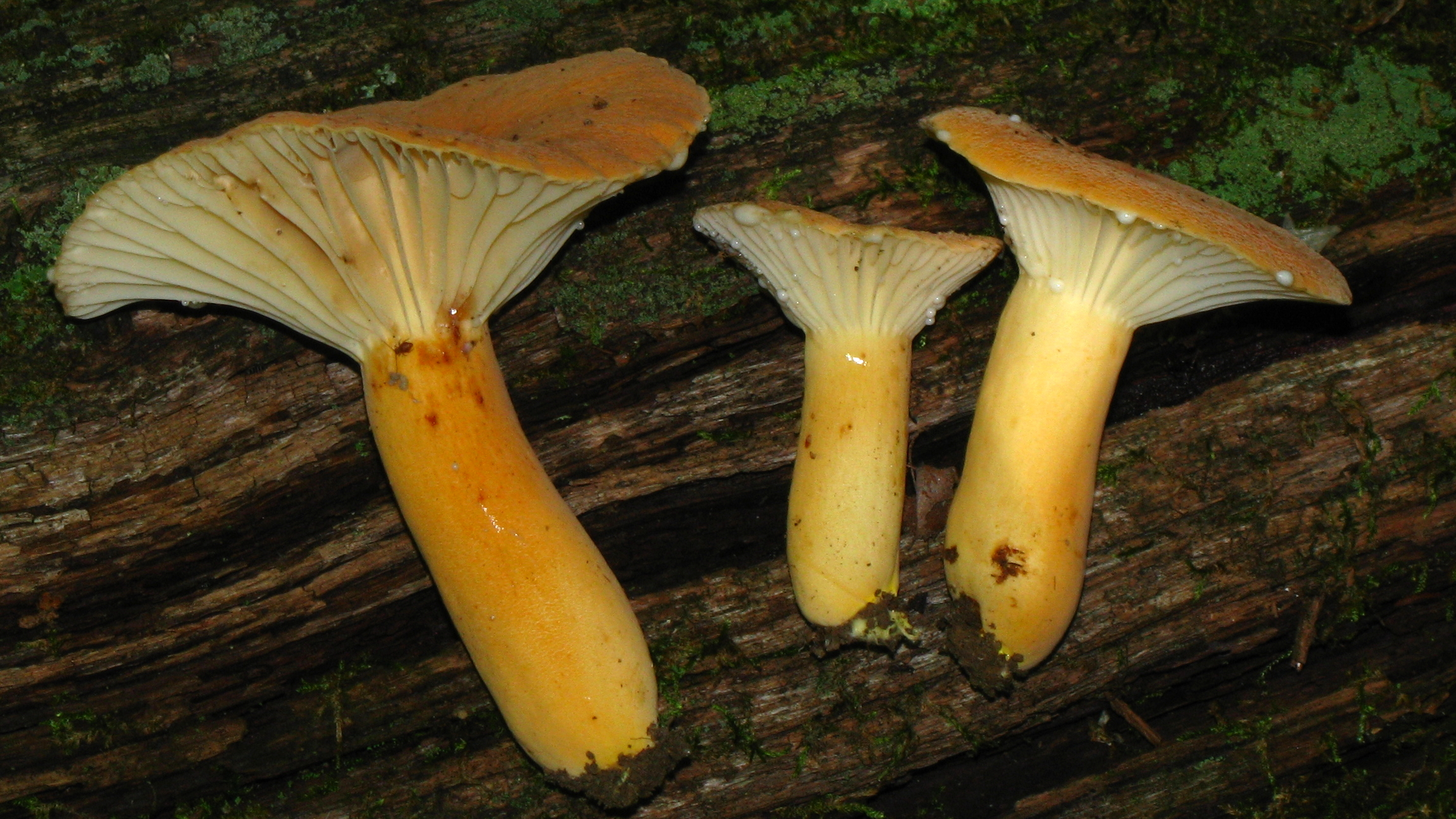
Lactarius hygrophoroides

Curtis a descris mai multe genuri și specii de ciuperci, aproape mereu împreună cu Miles Joseph Berkeley:
| - Diplocystis gen, Berk. & M.A.Curtis, 1869, gen (Diplocystaceae) - Wynnea gen, M.A.Curtis & Berk., 1867, gen (Sarcoscyphaceae) - Abortiporus fractipes M.A.Curtis & Berk., 1982, în prezent Loweomyces fractipes (Berk. & M.A. Curtis) Jülich, 1982 (Meruliaceae) - Agaricus luteoolivaceus M.A.Curtis & Berk., 1859, în prezent Callistosporium luteoolivaceum Singer, 1946 (Catathelasmataceae) - Aleurodiscus oakesii M.A.Curtis & Berk., 1890, în prezent Aleurodiscus wakefieldiae Boidin & Beller, 1976 (Stereaceae) - Boletus retipes M.A.Curtis & Berk., 1872 (Boletaceae) - Bovista pila Berk. & M.A.Curtis, 1873 (Agaricaceae) - Cantharellus ravenelli M.A. Curtis, 1861, în prezent Hygrophoropsis aurantiaca Maire, 1921 (Hygrophoropsidaceae) - Cheimophyllum candissimus (M.A.Curtis & Berk.) Singer, 1977 (Tricholomataceae) - Clavulina cartilaginea]] (Berk. & M.A.Curtis) Corner (1950) - Cortinarius iodes M.A.Curtis & Berk., 1853 (Cortinariaceae) - Cyptotrama asprata (Berk. & M.A.Curtis, 1847) Redhead & Ginns, 1980 (Physalacriaceae) - Cyptotrama chrysopeplum (M.A.Curtis & Berk., 1869) Singer, 1973 (Physalacriaceae) - Entoloma abortivum (M.A.Curtis & Berk., 1859) Donk, 1949 ( Entolomataceae ) | - Entoloma murrayi (Berk. & M.A. Curtis, 1859) Sacc., 1899 (Entolomataceae) - Hygrophorus nitidus M.A.Curtis & Berk., 1853 (Hygrophoraceae) - Juncus megacephalus M.A.Curtis, 1835 (Juncaceae) - Lactarius hygrophoroides Berk. & M.A.Curtis, 1859 (Russulaceae) - Lycoperdon pulcherrimum Berk. & M.A.Curtis, 1873 (Agaricaceae) - Marasmius purpurascens Berk. & M.A.Curtis, 1868 (Marasmiaceae) - Marasmius opacus Berk. & M.A.Curtis, 1849 (Marasmiaceae) - Marasmius subglobosus Berk. & M.A.Curtis, 1869 (Marasmiaceae) - Nolanea quadrata (M.A.Curtis & Berk., 1859) ) \|Sacc., 1887 (Entolomataceae) - Phallus ravenelii Berkeley & M.A.Curtis, 1882 (Phallaceae) - Polyporus persicinus Berk. & M. A. Curtis, 1853, în prezent Laetiporus persicinus Gilb., 1981 (Fomitopsidaceae) - Pluteus aethalus (Berk. & M.A.Curtis) Sacc. (1887) (Pluteaceae) - Pluteus chrysophlebius (Berk. & M.A.Curtis) Sacc. (1887) (Pluteaceae) - Pluteus laetifrons (Berk. & M.A.Curtis) Sacc. (1887) (Pluteaceae) - Quercus georgiana M.A. Curtis, 1849 - Wynnea gigantea Berk. & M.A.Curtis, 1867 (Sarcoscyphaceae) |

## Publicații (selecție)

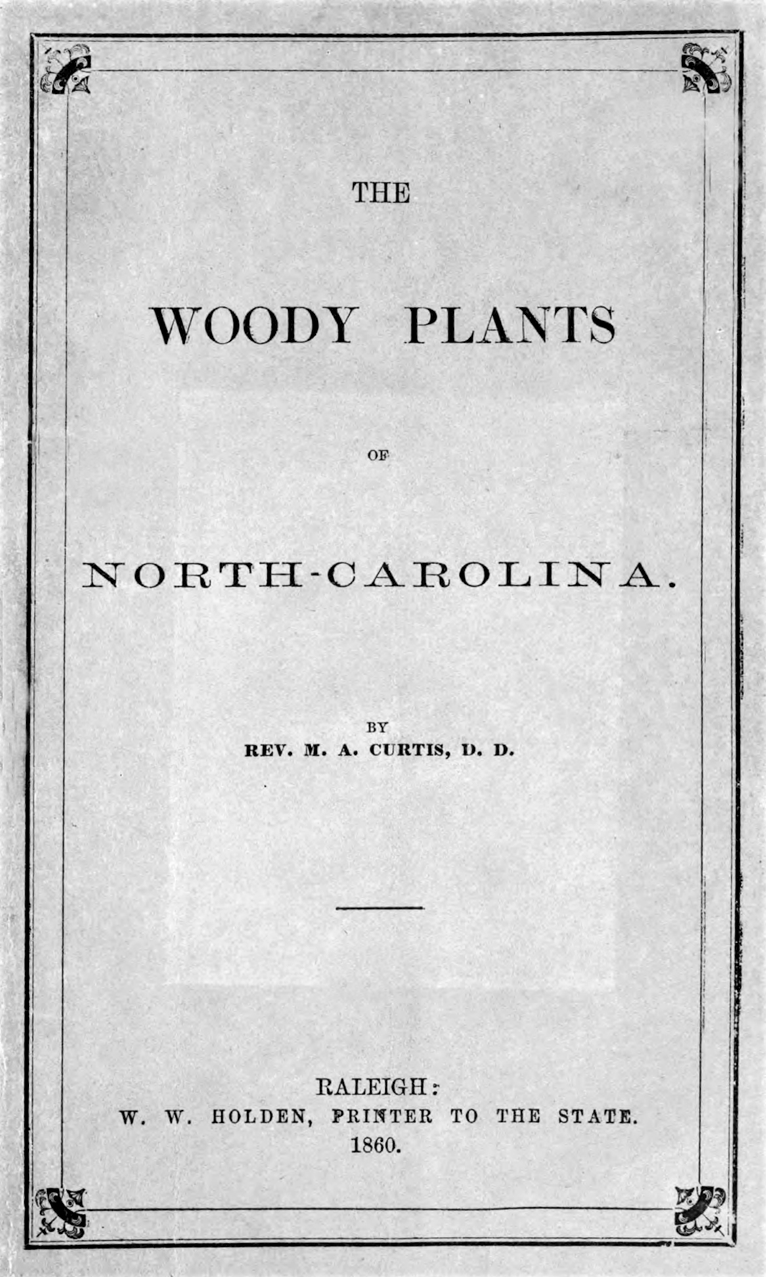
Curtis - The wooden Plants of N.C.

Curtis a contribuit cu articole științifice în multe reviste sau jurnale americane și britanice, dar a fost de asemenea autor respectiv coautor de cărți.
- Enumeration of Plants Growing Spontaneously Around Willmington, N.C. în: Boston Journal of Natural History (mai 1835 și 1843)
- Contributions to the mycology of North America, în: American Journal of Science and Arts, nr. 2 seria 6, noiembrie 1848, p, 349-353 și 444
- Contributions to the mycology of North America, în: American Journal of Science and Arts, împreună cu Miles Joseph Berkeley (1849-1850)
- The Woody Plants of North-Carolina, Editura W.W. Holden, Raleigh 1860
- A Catalogue of the Plants of the State, With Descriptions and History of the Trees, Shrubs, and Woody Vines, Editura W.W. Holden, Raleigh 1860
- Characters of new fungi, collected in the North Pacific exploring expedition by Charles Wright, în: Proc. of the Nat. Academy of Arts & Sci. USA, nr. 4 p. 111-130, împreună cu Miles Joseph Berkeley (1860)
- A Commentary on the Natural History of Dr. Hawks's 'History of North Carolina, în: University Magazine (1860)
- The Woods and Timbers of North Carolina, Editura E. J. Hale & Son, New York 1863, împreună cu Peter M. Hale
- Geological and Natural History Survey of North Carolina, partea III: Botany; containing a catalogue of the indigenous and naturalized plants of the state, Editura Institution for the Deaf the Dumb and the Blind, Raleigh 1867
- Fungi Cubenses, în: The Journal of the Linnean Soc. Botany, nr. 10, p. 280-392, împreună cu Miles Joseph Berkeley (1869)
- Botany : I. Lower Cryptogamia. II. Phanerogamia of the Pacific Coast of North America, Editura Sherman & Co., publicat: Philadelphia 1874, împreună cu alții